# Jean-Luc Legrand
Jean-Luc Legrand (Bâle, 1755 - 1836) foi um político e industrial suiço, antigo Presidente do Diretório da República helvética.

## Biografia
Foi membro do Diretório da Repúblic helvética, assegurando a presidência de 22 de abril a 31 de maio de 1798.
Em 1813 ele funda em Fouday (Baixo Reno) uma fábrica de fitas em seda.
No final de sua vida, o seu filho Daniel Legrand sucede-lhe à cabeça da empresa na Alsácia.